# تری سستری
تری سستری (انگلیسی: Tri Sestry) یک کوه آتشفشانی در جزایر کوریل کشور روسیه است.